# Lijst van voetbalinterlands Malediven - Seychellen
Deze lijst van voetbalinterlands is een overzicht van alle officiële voetbalwedstrijden tussen de nationale teams van de Malediven en de Seychellen. De landen hebben tot op heden zes keer tegen elkaar gespeeld. De eerste ontmoeting, een vriendschappelijke wedstrijd, werd gespeeld in Roche Caiman op 9 augustus 2011. Het laatste duel, eveneens een vriendschappelijke wedstrijd, vond plaats op 16 november 2021 in Colombo (Sri Lanka).

## Wedstrijden
| № | Plaats       | Datum            | Competitie        | Wedstrijd              | Uitslag |
| - | ------------ | ---------------- | ----------------- | ---------------------- | ------- |
| 1 | Roche Caiman | 9 augustus 2011  | Vriendschappelijk | Seychellen − Malediven | 5 − 1   |
| 2 | Malé         | 22 november 2011 | Vriendschappelijk | Malediven − Seychellen | 3 − 0   |
| 3 | Malé         | 24 november 2011 | Vriendschappelijk | Malediven − Seychellen | 2 − 1   |
| 4 | Roche Caiman | 27 november 2013 | Vriendschappelijk | Seychellen − Malediven | 3 − 1   |
| 5 | Roche Caiman | 29 november 2013 | Vriendschappelijk | Seychellen − Malediven | 2 − 1   |
| 6 | Colombo      | 16 november 2021 | Vriendschappelijk | Malediven − Seychellen | 0 − 0   |

## Samenvatting
| Competitie        | Totaal gespeeld | Winst Malediven | Gelijk | Winst Seychellen | Doelsaldo Malediven – Seychellen |
| ----------------- | --------------- | --------------- | ------ | ---------------- | -------------------------------- |
| Vriendschappelijk | 6               | 2               | 1      | 3                | 8 − 11                           |
| Totaal            | 6               | 2               | 1      | 3                | 8 − 11                           |

FAM · A-internationals · Maldivisch vrouwenelftal
1980 - 1989 · 
1990 - 1999 · 
2000 – 2009 · 
2010 – 2019 ·
2020 − 2029
Afghanistan ·
Bahrein ·
Bangladesh ·
Bhutan ·
Brunei ·
Cambodja ·
China ·
Comoren ·
Filipijnen ·
Guam ·
Hongkong ·
India ·
Indonesië ·
Iran ·
Jemen ·
Kirgizië ·
Laos ·
Libanon ·
Maleisië ·
Mauritius ·
Mongolië ·
Myanmar ·
Nepal ·
Oezbekistan ·
Oman ·
Pakistan ·
Palestina ·
Qatar ·
Seychellen ·
Singapore ·
Sri Lanka ·
Syrië ·
Tadzjikistan ·
Thailand ·
Turkmenistan ·
Vietnam ·
Zuid-Korea
SFF · A-internationals · Seychels vrouwenelftal
1980 - 1989 · 
1990 - 1999 · 
2000 – 2009 · 
2010 – 2019 ·
2020 − 2029
Algerije ·
Angola ·
Bangladesh ·
Botswana ·
Burkina Faso ·
Burundi ·
Comoren ·
Congo-Kinshasa ·
Eritrea ·
Ethiopië ·
Gabon ·
Gambia ·
Ivoorkust ·
Kenia ·
Lesotho ·
Libië ·
Madagaskar ·
Malawi ·
Malediven ·
Mali ·
Mauritius ·
Mozambique ·
Namibië ·
Nigeria ·
Oeganda ·
Palestina ·
Rwanda ·
San Marino ·
Sierra Leone ·
Soedan ·
Sri Lanka ·
Swaziland ·
Tanzania ·
Tunesië ·
Zambia ·
Zimbabwe ·
Zuid-Afrika ·
Zuid-Soedan